# 고구려-왜 전쟁
고구려-왜 전쟁, 신라-왜 전쟁 또는 광개토대왕의 신라 구원은 대략 4세기 말에서 5세기 초 사이에 고구려·신라와 왜국(야마토 왕권) 사이에 벌어진 전쟁으로, 특히 그 중에서도 400년 백제가 가야, 왜와 연합하여 신라를 침공하자 고구려의 광개토대왕이 고구려 군사들을 보내 신라를 도와 백제·왜·가야 연합군을 격퇴한 사건을 의미한다.